# Yacine Abdessadki
Yacine Abdessadki (Nice, 1 januari 1981) is een Franse voetballer van Marokkaanse ouders. Momenteel zit hij zonder club.

## Clubcarrière
Abdessadki kwam 16 keer uit voor het Marokkaanse elftal en scoorde 1 keer. Tijdens een woordenwisseling met de Duitse voetballer Thomas Meggle na een wedstrijd tegen FC St. Pauli beet hij deze in diens gezicht. In december 2011 werd zijn contract bij SC Freiburg vernietigd nadat hij ervan was beschuldigd enkele flessen shampoo uit een hotel te hebben gestolen.

## Erelijst
SC Freiburg
- 2. Bundesliga

2009